# Barão de Nioaque

Armas dos barões de Nioaque, as mesmas dos Faria.

Barão de Nioaque é um título nobiliárquico criado por D. Pedro II do Brasil por decreto de 2 de setembro de 1870, a favor de Manuel Antônio da Rocha Faria.
Titulares
1. Manuel Antônio da Rocha Faria (1830—1894) - primeiro visconde com grandeza e conde de Nioaque;
2. Alfredo da Rocha Faria (1859—1942) - filho do anterior.